# Medaile Nicolae Testemițanua
Medaile Nicolae Testemițanua (rumunsky: Medalia „Nicolae Testemițanu“) je státní vyznamenání Moldavské republiky. Medaile byla založena roku 1992 a v hierarchii moldavských medailí následuje po Medaili Mihaie Eminescua a nachází se na posledním místě. 

## Historie a pravidla udílení
Medaile byla založena parlamentem Moldavské republiky dne 30. července 1992 zákonem č. 1123 a nese jméno moldavského vědce, chirurga a politika Nicolae Testemițanua. Udílena je za zvláštní zásluhy v oblasti zdravotnictví, farmacie, lázeňství a preventivní medicíny, za rozvoj lékařské vědy, za implementaci vědeckých poznatků do zdravotní péče či za odbornou přípravu vědeckých pracovníků a vysoce kvalifikovaných odborníků v oblasti medicíny. Udílena je i za organizační a metodicko-didaktickou činnost a za aktivní účast na realizaci státní sociální politiky.

## Popis medaile
Medaile kulatého tvaru o průměru 30 mm je vyrobena z tombaku. Na medaili je vyražen portrét lékaře Nicolae Testemițanua, po kterém byla také pojmenována.
Stuha široká 30 mm sestává ze středového pruhu červené barvy, na který symetricky z obou stran přiléhají následující proužky: široký bílý pruh, úzký zelený proužek, úzký bílý proužek, úzký červený proužek, úzký bílý proužek a úzký modrý proužek.